# Stal Mielec
Stal Mielec, volledige naam Klub Sportowy FKS Stal Mielec, is een voetbalclub uit de stad Mielec in Polen.
De clubkleuren zijn wit-blauw.
De grootste successen kende de club in de jaren zeventig, waarin het tweemaal het Poolse landskampioenschap won. In het seizoen 1975/76 behaalde Stal Mielec de kwartfinale van de UEFA Cup.

## Erelijst
- Pools landskampioen (2x):

1972/73, 1975/76

## Stal in Europa
Uitslagen vanuit gezichtspunt Stal Mielec
| Seizoen | Competitie  | Ronde | Land                                         | Club                              | Totaalscore  | 1e W    | 2e W       | PUC  |
| ------- | ----------- | ----- | -------------------------------------------- | --------------------------------- | ------------ | ------- | ---------- | ---- |
| 1973/74 | Europacup I | 1R    | Vlag van Joegoslavië                         | Rode Ster Belgrado                | 1-3          | 1-2 (U) | 0-1 (T)    | 0.0  |
| 1975/76 | UEFA Cup    | 1R    | Vlag van Denemarken                          | Holbæk B&I                        | 3-1          | 1-0 (U) | 2-1 (T)    | 10.0 |
|         |             | 2R    | Vlag van Duitse Democratische Republiek      | FC Carl Zeiss Jena                | 1-1 (3-2 ns) | 0-1 (U) | 1-0 nv (T) | 10.0 |
|         |             | 1/8   | Vlag van Slowakije                           | Internacional Slovnaft Bratislava | 2-1          | 0-1 (U) | 2-0 (T)    | 10.0 |
|         |             | 1/4   | Vlag van Duitsland                           | Hamburger SV                      | 1-2          | 1-1 (U) | 0-1 (T)    | 10.0 |
| 1976/77 | Europacup I | 1R    | Vlag van Spanje (11 okt. 1945- 20 jan. 1977) | Real Madrid CF                    | 1-3          | 1-2 (T) | 0-1 (U)    | 0.0  |
| 1979/80 | UEFA Cup    | 1R    | Vlag van Denemarken                          | Aarhus GF                         | 1-2          | 1-1 (U) | 0-1 (T)    | 1.0  |
| 1982/83 | UEFA Cup    | 1R    | Vlag van België                              | SC Lokeren                        | 1-1 u        | 1-1 (T) | 0-0 (U)    | 2.0  |

Totaal aantal punten voor UEFA coëfficiënten: 13.0

## Bekende (oud-)spelers
- Krzysztof Bociek
- Włodzimierz Ciołek
- Grzegorz Lato
- Andrzej Szarmach